# Bündnis 90/Die Grünen Mecklenburg-Vorpommern
Der Landesverband von Bündnis 90/Die Grünen in Mecklenburg-Vorpommern ist mit gut 1500 Mitgliedern einer der kleineren der grünen Partei in Deutschland. Im Zuge der friedlichen Revolution in der DDR entstanden einerseits Gruppierungen der Bürgerbewegung der DDR, die sich 1990 im Bündnis 90 zusammenschlossen, andererseits die Grüne Partei in der DDR, die im Dezember 1990 mit den westdeutschen Grünen fusionierte. 1993 verbanden sich das Bündnis 90 und die Grüne Partei auf Bundes- und auf Landesebene.

## Geschichte

### Die Bürgerbewegung 1989/90 im Norden der DDR

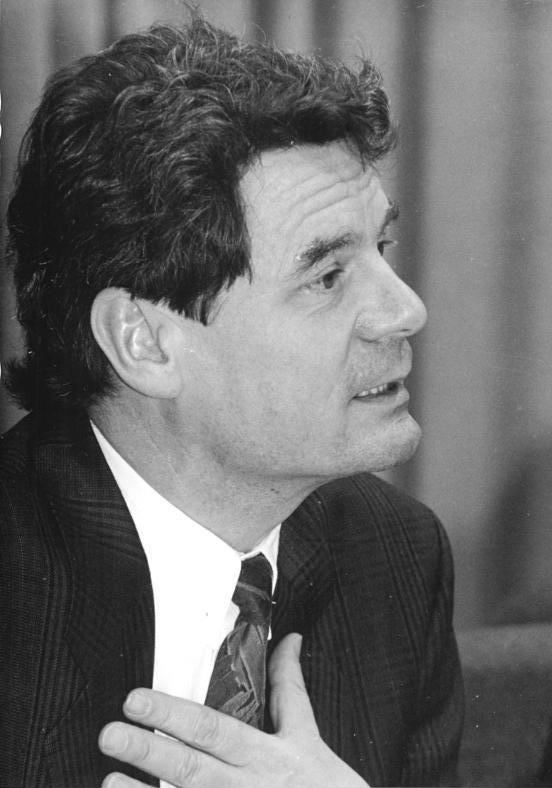
Der Rostocker Joachim Gauck wurde 1990 für das Neue Forum in die Volkskammer gewählt

Wie in der gesamten DDR gab es auch in den drei nördlichen Bezirken Rostock, Schwerin und Neubrandenburg, also im Gebiet des späteren Bundeslandes Mecklenburg-Vorpommern, seit Ende der 1970er Jahre oppositionelle Gruppierungen. Meist unter dem Dach der evangelischen Kirche bildeten sich vor allem Friedens- und Umweltgruppen. Bedeutend waren besonders von Heiko Lietz und Markus Meckel organisierte „Mobile Friedensseminare“ seit 1981 sowie Baumpflanzaktionen in Schwerin, später auch in Rostock, Güstrow, Neustrelitz und Parchim, die ab 1979 einen Ausgangspunkt der unabhängigen Umweltbewegung in der DDR markierten. Ebenfalls in Schwerin wurde ab 1982 ein Ökologieseminar zu einer festen Institution. Außerhalb der Kirche und innerhalb der staatlichen Massenorganisation des Kulturbundes bildeten sich Stadtökologiegruppen in der Gesellschaft für Natur und Umwelt, die sich zunehmend politisierten.
Während der Friedlichen Revolution bildete sich auch im Norden im September 1989 das Neue Forum und kurze Zeit darauf weitere Bürgerbewegungen und Parteiinitiativen wie Demokratie Jetzt (DJ), die Grüne Partei in der DDR, die Sozialdemokratische Partei in der DDR (SDP), die Grüne Liga, der Unabhängige Frauenverband (UFV), die Vereinigte Linke (VL) oder der Demokratische Aufbruch (DA). Ab dem 19. Oktober 1989 fanden in Rostock im Anschluss an Friedensgebete und Mahngottesdienste unter der Leitung von Joachim Gauck wöchentliche Demonstrationen gegen das SED-Regime statt, an denen bis zu 40.000 Bürger teilnahmen. In Schwerin demonstrierten am 23. Oktober rund 40.000 Sympathisanten des Neuen Forums. Auch in kleineren Städten kam es zu großen Kundgebungen, so am 27. Oktober 1989 in Güstrow und Parchim mit 20.000 bzw. 4.000 Teilnehmern.
Am 2. und 3. März 1990 fand der erste Landesparteitag der Grünen in Recknitzberg statt. Als Name wurde, mehrere Monate vor der Konstituierung des Landes Mecklenburg-Vorpommern durch das Ländereinführungsgesetz im Juli 1990, Grüne Partei Mecklenburg und Vorpommern gewählt. Der erste Vorstand bestand bis zum 19. August 1990 aus Klaus-Dieter Feige, Hilde Krienke, Gerd Klötzer, Ruthild Lewek, Jörgen Fuchs und Manuela Pagels.
| Wahlergebnisse                    | Wahlergebnisse                                 |
| Wahl                              | %                                              |
| --------------------------------- | ---------------------------------------------- |
| Volkskammerwahl 18. März 1990     | Grüne 2,0 % Bündnis 90 2,4 %                   |
| Kommunalwahl 6. Mai 1990          | Grüne 2,4 % Bündnis 90/Neues Forum 5,3 %       |
| Landtagswahl 14. Oktober 1990     | Grüne 4,2 % Neues Forum 2,9 % Bündnis 90 2,2 % |
| Bundestagswahl 2. Dezember 1990   | Die Grünen/Bündnis 90 5,9 %                    |
| Kommunalwahl 12. Juni 1994        | 4,2 %                                          |
| Europawahl 12. Juni 1994          | 4,8 %                                          |
| Landtagswahl 16. Oktober 1994     | 3,7 %                                          |
| Bundestagswahl 16. Oktober 1994   | 3,6 %                                          |
| Landtagswahl 27. September 1998   | 2,7 %                                          |
| Bundestagswahl 27. September 1998 | 2,9 %                                          |
| Kommunalwahl 13. Juni 1999        | Grüne 1,9 % Bündnis 90 0,5 %                   |
| Europawahl 13. Juni 1999          | 2,5 %                                          |
| Landtagswahl 22. September 2002   | 2,6 %                                          |
| Bundestagswahl 22. September 2002 | 3,5 %                                          |
| Kommunalwahl 13. Juni 2004        | Grüne 3,1 % Bündnis 90 1,0 %                   |
| Europawahl 13. Juni 2004          | 4,8 %                                          |
| Bundestagswahl 18. September 2005 | 4,0 %                                          |
| Landtagswahl 17. September 2006   | 3,6 %                                          |
| Kommunalwahl 7. Juni 2009         | 5,0 %                                          |
| Europawahl 7. Juni 2009           | 5,5 %                                          |
| Bundestagswahl 27. September 2009 | 5,5 %                                          |
| Landtagswahl 4. September 2011    | 8,7 %                                          |
| Bundestagswahl 22. September 2013 | 4,3 %                                          |
| Europawahl 25. Mai 2014           | 5,1 %                                          |
| Kommunalwahl 25. Mai 2014         | 5,8 %                                          |
| Landtagswahl 4. September 2016    | 4,8 %                                          |
| Bundestagswahl 24. September 2017 | 4,3 %                                          |
| Europawahl 26. Mai 2019           | 10,8 %                                         |
| Kommunalwahl 26. Mai 2019         | 10,3 %                                         |
| Bundestagswahl 26. September 2021 | 7,8 %                                          |
| Landtagswahl 26. September 2021   | 6,3 %                                          |

### Grüne, Bündnis 90 und Neues Forum bei den Wahlen 1990
Bei der ersten und letzten demokratischen Volkskammerwahl am 18. März 1990 traten das aus Neuem Forum, Demokratie Jetzt und der Initiative Frieden und Menschenrechte bestehende Bündnis 90 sowie die Grünen mit jeweils eigenen Wahllisten an. Beide Listen erzielten in den Bezirken Rostock, Schwerin und Neubrandenburg enttäuschende Ergebnisse jeweils zwischen 1,6 % und 2,7 %. Auf das spätere Bundesland Mecklenburg-Vorpommern hochgerechnet bedeutete dies für das Bündnis 90 einen Stimmanteil von 2,4 % und für die Grünen von 2,0 % bei einer Wahlbeteiligung von 92,9 %. Dieses Ergebnis wich nicht wesentlich vom Rest der DDR ab.
Die Kommunalwahlen vom 6. Mai 1990 brachten vor allem dem Bündnis 90 bzw. dem Neuen Forum mit insgesamt 5,3 % in den nördlichen Bezirken deutliche Gewinne. Die Grünen konnten sich leicht auf 2,4 % steigern. Trotz der Zuwächse galt die Bürgerbewegung wie schon bei der Volkskammerwahl als Verlierer der Kommunalwahl.
Obwohl die beiden ersten Wahlen gezeigt hatten, dass die Bürgerbewegung nur gemeinsam die bei der ersten Landtagswahl am 14. Oktober 1990 geltende Fünf-Prozent-Hürde sicher würde überspringen können, traten im Gegensatz zu den anderen neuen Ländern die aus der Bürgerbewegung entstandenen Gruppierungen in Mecklenburg-Vorpommern und in Brandenburg nicht in einer gemeinsamen Listenverbindung an. Zwar vereinigte das Bündnis 90 in Mecklenburg-Vorpommern Demokratie Jetzt, den Unabhängigen Frauenverband, die Initiative Frieden und Menschenrechte sowie die Vereinigte Linke. Das Neue Forum aber blieb dem Bündnis fern und wollte auch kein separates Bündnis mit den Grünen eingehen. Sowohl im Neuen Forum, als auch bei den Grünen überwog eine vor allem persönlich motivierte ablehnende Haltung gegenüber den potentiellen Partnern. Auf Seiten des Neuen Forums stemmte sich besonders Heiko Lietz gegen eine Zusammenarbeit mit linksorientierten Gruppierungen, insbesondere gegen die Vereinigte Linke im Bündnis 90. Zudem bestand gegenüber einigen ehemaligen Mitgliedern der staatlichen Gesellschaft für Natur und Umwelt, von denen etliche den Weg in die Grüne Partei gefunden hatten, ein gewisses Misstrauen, insbesondere, weil die GNU stark von inoffiziellen Mitarbeitern der Staatssicherheit durchsetzt gewesen war.
Somit verteilte sich das politische Lager der Bürgerbewegung nun sogar auf drei Wahllisten. Auch wenn die Bürgerbewegung insgesamt deutlich hinzugewann und mit zusammen 9,3 % mehr Stimmen erhielt, als in jedem anderen ostdeutschen Bundesland, konnte keine Gruppierung die Sperrklausel überwinden. So war Mecklenburg-Vorpommern das einzige östliche Bundesland ohne parlamentarische Vertreter der Bürgerbewegung. Relativ knapp verpassten bei dieser Wahl die Grünen mit 4,2 % den Einzug in den Landtag. Spitzenkandidaten der Grünen waren die parteilosen Gerhard Poppei, in der zweiten Legislaturperiode Landtagsabgeordneter der PDS, und Klaus Schlüter von der Grünen Liga, zuvor in der Regierung Modrow Minister ohne Geschäftsbereich.
Noch im Oktober 1990 zogen die Gruppierungen der Bürgerbewegung die Konsequenzen aus ihrem taktischen Fehler bei der Landtagswahl. Wenige Wochen später bei der ersten gesamtdeutschen Bundestagswahl am 2. Dezember 1990 trat die Listenverbindung Die Grünen/Bündnis 90 an. Die Vereinigte Linke schied, bis auf einzelne Personen, aus dem Bündnis aus. Das Wahlbündnis erzielte landesweit 5,9 % der Zweitstimmen. So errang Klaus-Dieter Feige, Gründungsmitglied der Grünen Partei in der DDR und erster Sprecher des Landesverbandes der Grünen in Mecklenburg-Vorpommern, einen Sitz im Bundestag.

### Fusion von Bündnis 90 und Grünen 1993
Einen Tag nach der ersten gesamtdeutschen Bundestagswahl, am 3. Dezember 1990, fusionierte die Grüne Partei in der DDR mit den westdeutschen Grünen. Am 21. September 1991 vereinigten sich Demokratie Jetzt, die Initiative Frieden und Menschenrechte sowie Teile des Neuen Forums in Potsdam zur parteiähnlichen politischen Vereinigung Bündnis 90, das nunmehr den Anforderungen des Parteiengesetzes genügte. In Mecklenburg-Vorpommern blieb das Neue Forum der neuen Partei fern, lediglich Einzelpersonen traten ihm bei. Ein Landesverband von Bündnis 90 konstituierte am 7. Dezember 1991.
Als besonders problematisch erwies sich die Zusammenarbeit zwischen der Bürgerbewegung und der grünen Partei. Wie sich schon im Vorfeld der Landtagswahl 1990 gezeigt hatte, war in Mecklenburg-Vorpommern (wie auch in Brandenburg) das Verhältnis der verschiedenen Gruppierungen von starken persönlichen Spannungen geprägt, so dass die Vereinigung weitaus zögerlicher vonstattenging, als in den übrigen Bundesländern. Noch im April 1992 bestätigte eine Landesdelegiertenkonferenz der Grünen die Unvereinbarkeit einer Doppelmitgliedschaft bei den Grünen und in den Bürgerbewegungen. Die schwachen Wahlergebnisse und die geringe Mitgliederzahl ließ jedoch kaum eine andere Möglichkeit als eine Zusammenarbeit. Da nach dem Scheitern Alfred Gomolkas als Ministerpräsident Neuwahlen nicht unwahrscheinlich waren, vereinbarten Grüne, Bündnis 90 und Neues Forum für die nächste Landtagswahl eine Listenverbindung. Erst die Vereinigung von Grünen und Bündnis 90 auf Bundesebene erzwang aber auch auf Landesebene die Fusion.
Am 20. Juni 1993 stimmten 45 von 60 Delegierten der Landesverbände von Bündnis 90 und Grünen für die Fusion zu Bündnis 90/Die Grünen und folgten damit dem Zusammenschluss zu einem Bundesverband vom 14. Mai. Das Neue Forum trat der neuen Partei nicht bei, verzichtete aber auf eine konkurrierende Teilnahme an den kommenden Wahlen. Erster Vorstandssprecher wurde neben Heike Völcker Heiko Lietz, der gegen fast die kompletten Stimmen der Grünen gewählt wurde. Ein Jahr später schied er aus dem Vorstand aus und trat im Oktober 1996 nach parteiinternen Differenzen unter großem Medienecho aus der Partei aus. Nachfolger als Parteisprecher wurde Klaus-Dieter Feige.
| Spitzenkandidaten bei Bundes- und Landtagswahlen | Spitzenkandidaten bei Bundes- und Landtagswahlen                |
| Wahl                                             | Spitzenkandidaten                                               |
| ------------------------------------------------ | --------------------------------------------------------------- |
| Landtagswahl 1990                                | Gerhard Poppei, Klaus Schlüter (beide parteilos für die Grünen) |
| Bundestagswahl 1990                              | Klaus-Dieter Feige (Grüne)                                      |
| Landtagswahl 1994                                | Gisela Jacobs, Heiko Lietz                                      |
| Bundestagswahl 1994                              | Klaus-Dieter Feige                                              |
| Landtagswahl 1998                                | Ulrike Seemann-Katz, Klaus-Dieter Feige                         |
| Bundestagswahl 1998                              | Barbara Hülsmeyer                                               |
| Landtagswahl 2002                                | Ulrike Seemann-Katz, Jürgen Suhr                                |
| Bundestagswahl 2002                              | Klaus-Dieter Feige                                              |
| Bundestagswahl 2005                              | Harald Terpe                                                    |
| Landtagswahl 2006                                | Ulrike Seemann-Katz, Hendrik Fulda                              |
| Bundestagswahl 2009                              | Harald Terpe                                                    |
| Landtagswahl 2011                                | Silke Gajek, Jürgen Suhr                                        |
| Bundestagswahl 2013                              | Harald Terpe                                                    |
| Landtagswahl 2016                                | Silke Gajek, Jürgen Suhr                                        |
| Bundestagswahl 2017                              | Claudia Müller                                                  |
| Landtagswahl 2021                                | Anne Shepley, Harald Terpe                                      |
| Bundestagswahl 2021                              | Claudia Müller                                                  |

### Wahlen 1994
Am 12. Juni 1994 fanden gleichzeitig Europa- und Kommunalwahlen statt. Die Bündnisgrünen und das teilweise antretende Neue Forum konnten insgesamt 4,2 % und damit 25 Sitze in den Kreistagen bzw. Stadtvertretungen/Bürgerschaften gewinnen. Wie auch in anderen Ländern konzentrierten sich die Erfolge in erster Linie auf die größeren Städte. Am besten schnitt man mit 10,7 % in Rostock ab und zog auch in Schwerin, Greifswald, Stralsund und Neubrandenburg in die Stadtvertretungen ein. Nur in Wismar wurde die Sperrklausel mit 3,5 % deutlich verfehlt. In den Landkreisen Ludwigslust, Müritz, Bad Doberan und Güstrow erzielten die Listen Ergebnisse zwischen 6,0 % und 9,0 %, scheiterten aber in Demmin, Mecklenburg-Strelitz, Nordvorpommern, Nordwestmecklenburg, Ostvorpommern, Uecker-Randow und Parchim. Bei der gleichzeitig stattfindenden Europawahl erhielten Bündnis 90/Die Grünen 4,8 % der Stimmen.
Die Wahlliste für die folgenden Landtags- und Bundestagswahlen am 16. Oktober 1994 wurde auch für Mitglieder des Neuen Forums geöffnet. So nahm Gisela Jacobs vom Neuen Forum den Platz der Spitzenkandidatin an der Seite von Heiko Lietz ein. Die Landesliste für die Bundestagswahl wurde erneut von Klaus-Dieter Feige angeführt. Die Bündelung der Kräfte konnte die fehlende Präsenz im Landesparlament jedoch nicht wettmachen. Erschwert wurde die Arbeit durch eine generell schwache Verankerung der Grünen in den ostdeutschen Ländern. So sank der Stimmenanteil der jetzt als Bündnis 90/Grüne antretenden Partei auf 3,7 % bei der Landtagswahl 1994. Die zeitgleich stattfindende Bundestagswahl erbrachte in Mecklenburg-Vorpommern 3,6 %, so dass Klaus-Dieter Feige sein Abgeordnetenmandat verlor.
Als Konsequenz aus der Wahlniederlage trat der Landesvorstand im Oktober 1994 zurück. Neue Sprecher wurden Annelie Katt und Klaus-Dieter Feige, der sich in einer Kampfabstimmung gegen das Bundesvorstandsmitglied Eberhard Wagner durchsetzen konnte. Durch Unterstützung des Bundesverbandes konnten die Vorstandssprecher der Landesverbände in den neuen Bundesländern nach 1994 teilprofessionalisiert werden. Davon profitierte auch Klaus-Dieter Feige, der von 1996 bis 1998 zudem noch Mitglied des Bundesvorstandes war. Ohne Repräsentanz im Landtag musste sich Bündnis 90/Die Grünen weiterhin auf die außerparlamentarische Opposition beschränken. Größter Erfolg war es dabei, die nötigen 15.000 Unterschriften zu sammeln, um durch eine Volksinitiative einen Gesetzentwurf für ein ÖPNV-Gesetz in den Landtag einzubringen.

### Während der rot-grünen Bundesregierung 1998 bis 2005
Nach den vier Wahlen des Jahres 1994 fanden in Mecklenburg-Vorpommern vier Jahre lang keine Wahlen statt. 1994, 1998 und 2002 fanden die Bundes- und Landtagswahlen am selben Tag statt, so dass die Ergebnisse auf Landesebene stets eng an die Bundespolitik gekoppelt waren. Doch auch als 1998 eine rot-grüne Bundesregierung gewählt wurde, sank die Zustimmung in Mecklenburg-Vorpommern erneut und blieb landesweit mit 2,9 % für den Bundestag und 2,7 % für den Landtag sehr bescheiden und weit unter dem Bundesdurchschnitt.
In den folgenden Jahren stand die öffentliche Wahrnehmung des Landesverbandes noch stärker im Schatten des Bundesverbandes, als zuvor, da zur Abstinenz im Landtag nun noch die Beteiligung der Grünen an der Bundesregierung hinzukam. Der Landesverband stand vor dem Dilemma, in Mecklenburg-Vorpommern auf die Rolle einer außerparlamentarischen Opposition reduziert zu sein, gleichzeitig aber eine teilweise unpopuläre Bundes- und Außenpolitik vertreten und vermitteln zu müssen. Zu schweren inneren Spannungen führte der Einsatz der Bundeswehr im Kosovokrieg, über den eine Landesdelegiertenkonferenz im Mai 1999 beriet. Der Landesvorstand war selbst gespalten und konnte keine gemeinsamen Beschlussvorlage vorlegen. Nach hitziger Diskussion sprachen sich die Delegierten mit 30 zu 15 Stimmen gegen den Einsatz aus. Damit folgten sie einem unter anderen von Klaus Feige und Jürgen Suhr eingebrachten Antrag und stimmten gegen die Linie des Bundesvorstandes. Der Krieg in Afghanistan seit 2001, der Atomkonsens von 2000 sowie die Hartz-IV-Reformen führten erneut zu innerparteilichen Spannungen. Dramatische Mitgliederverluste waren die Folge. Unter anderem trat in diesem Zusammenhang Silke Gajek aus der Partei aus, die nach ihrem Wiedereintritt 2008 Parteivorsitzende wurde.
Verheerend waren die Ergebnisse der Kommunal- und der Europawahlen am 13. Juni 1999. Lediglich 1,9 % für die Grünen und 0,5 % für das Bündnis 90 in den Städten und Gemeinden sowie 2,5 % für Bündnis 90/Grüne bei der Europawahl bedeuteten einen Tiefpunkt der Partei in Mecklenburg-Vorpommern. In den Kreistagen bzw. Stadtvertretungen/Bürgerschaften waren Bündnis 90 und Grüne, die auf kommunaler Ebene weiterhin mit getrennten Listen antraten, nur noch mit 13 Mandaten vertreten. Nur in Rostock, dort in dem organisatorisch eigenständigen Bündnis 90, in der Universitätsstadt Greifswald, in der Landeshauptstadt Schwerin und im Müritzkreis gelang der Sprung in eine Kreisvertretung.

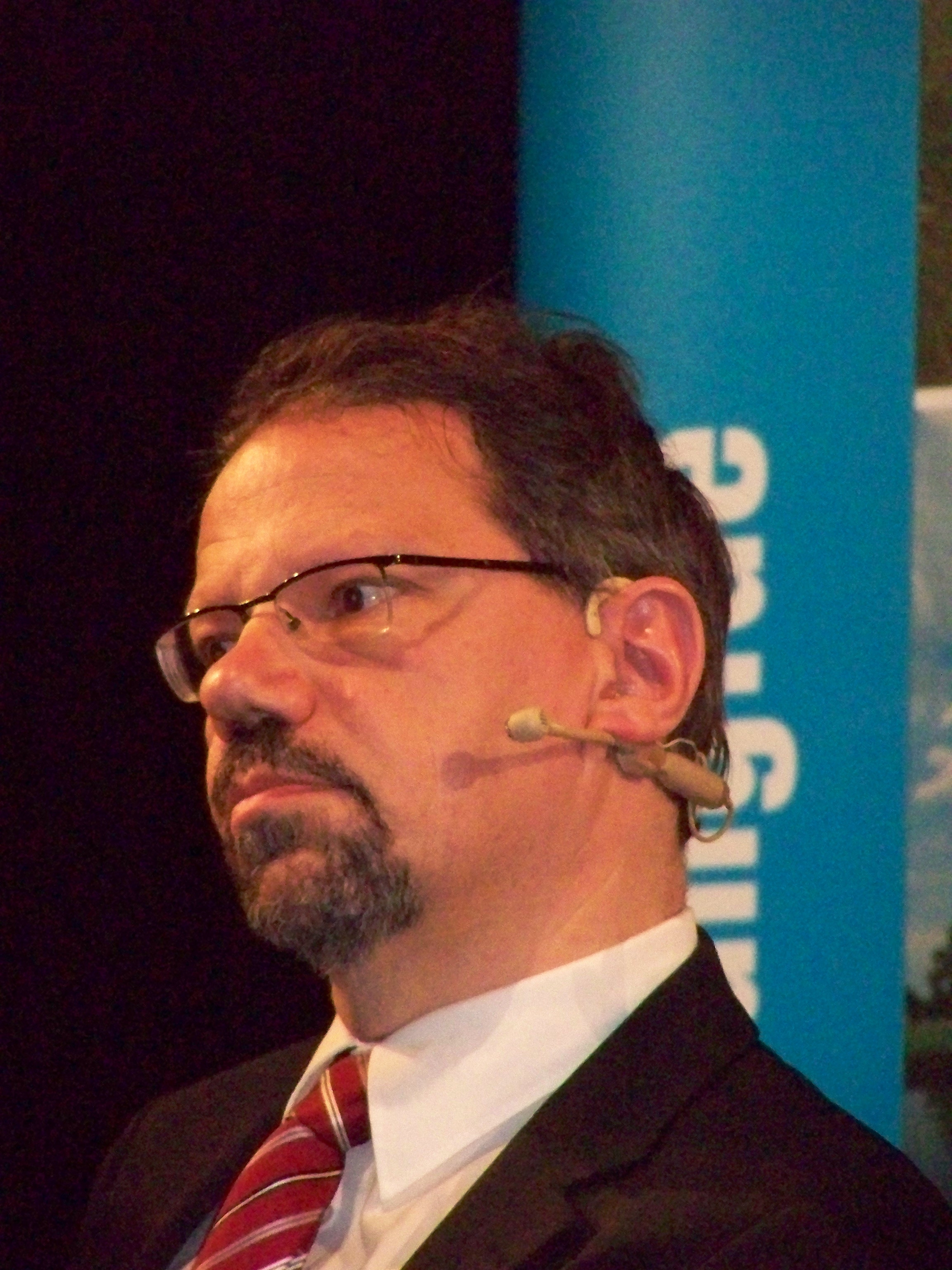
Jürgen Suhr, Landesvorsitzender 2001 bis 2002 und 2004 bis 2011

Wie stark die fehlende Präsenz im Landtag und die mangelnde Perspektive auf einen Einzug in das Parlament den Grünen zu schaffen machte, wurde bei den Wahlen 2002 deutlich. Am 22. September wählten lediglich 2,6 % der Wähler die Grünen bei der Landtagswahl, während gleichzeitig 3,5 % ihre Stimme bei der Bundestagswahl den Grünen gaben. Spitzenkandidaten für den Landtag waren Ulrike Seemann-Katz und Jürgen Suhr.
In den folgenden Wahlen legten Bündnis 90/Grüne deutlich zu und erreichten bei der Kommunalwahl 2004 4,1 % und bei der gleichzeitig stattfindenden Europawahl 4,8 % der Stimmen. Mit jetzt 32 Sitzen konnten Grüne und Bündnis 90 die Zahl ihrer Mandate in den Kreistagen und Stadtvertretungen mehr als verdreifachen. Begünstigt wurden diese Zugewinne durch den Wegfall der Fünf-Prozent-Hürde auf kommunaler Ebene. In Rostock zog die Wählergemeinschaft Bündnis 90 mit 10,6 % in die Bürgerschaft ein. Bei der ersten Direktwahl des Oberbürgermeisters von Rostock 2004 erreichte Harald Terpe mit 19,1 Prozent das drittbeste Ergebnis.

### Wahlen 2005 und 2006

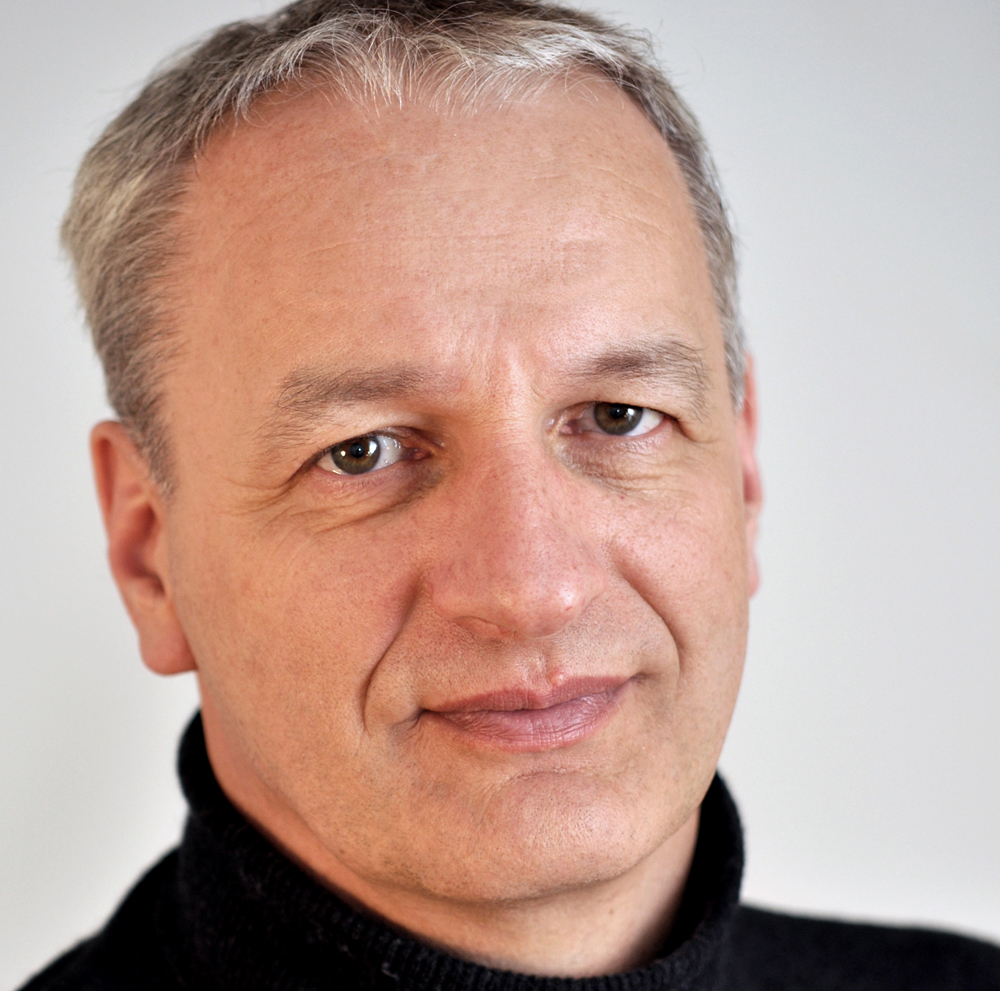
Harald Terpe, Mitglied des Bundestages von 2005 bis 2017

Bei der vorgezogenen Bundestagswahl 2005 erzielte Bündnis 90/Die Grünen landesweit 4,0 %. Mit Harald Terpe zog erstmals seit 1994 wieder ein bündnisgrüner Abgeordneter aus Mecklenburg-Vorpommern in den Bundestag ein.
Angesichts der Zuwächse bei den letzten Wahlen schien die 5 %-Hürde für Bündnis 90/Grüne in erreichbare Nähe zu rücken. Deshalb bedeuteten 3,6 % bei der Landtagswahl 2006 eine herbe Enttäuschung für die Partei. Für die Grünen wirkte es sich dabei besonders nachteilig aus, dass durch die Neuwahlen von 2005 Bundestags- und Landtagswahlen erstmals seit 1990 entkoppelt waren. Bisher hatten sich prominente Bundespolitiker im Bundestagswahlkampf immer auch in Mecklenburg-Vorpommern engagiert und hatten so das grundsätzliche Problem geringer Medienpräsenz und niedriger Bekanntheitswerte der grünen Landespolitiker teilweise kompensieren können. Umfragen im Vorfeld der Landtagswahl ergaben, dass die Spitzenkandidaten Ulrike Seemann-Katz und Hendrik Fulda nur 20 % bzw. 12 % der Wähler ein Begriff waren. Zudem erwies sich der mitgliederschwache Landesverband aus eigener Kraft und ohne die Unterstützung eines gleichzeitigen Bundestagswahlkampfes als kaum kampagnefähig.

### Superwahljahr 2009
Nach drei Jahren ohne Wahl in Mecklenburg-Vorpommern standen im Superwahljahr 2009 drei Wahlen an. Zunächst erreichten Bündnis 90/Grüne bei der Kommunalwahl am 7. Juni 5,0 % der Stimmen und 41 Mandate sowie 5,5 % bei der Europawahl am gleichen Tag.
Das relativ gute Ergebnis wurde wenige Wochen später bei der Bundestagswahl am 27. September mit erneut 5,5 % wiederholt. Dabei konnte Harald Terpe erneut in den Bundestag einziehen.

### Einzug in den Landtag 2011
Bei der Landtagswahl 2011 erreichte Bündnis 90/Die Grünen 8,7 Prozent der Stimmen bei einem Zugewinn von gut fünf Prozentpunkten. Somit konnte die Partei mit sieben Abgeordneten erstmals in den Schweriner Landtag einziehen. Dies war das beste Ergebnis in einem ostdeutschen Bundesland seit der Gründung von Bündnis 90/Die Grünen. Dabei konnten die Grünen vom Bundestrend profitieren, der 2011 nach der Nuklearkatastrophe von Fukushima auch in anderen Bundesländern Rekordergebnisse brachte.
Die wichtigsten Themen im Wahlkampf waren eine klimafreundliche Politik, Bildung, die Grundsicherung der Bürger und soziale Gerechtigkeit. Finanziert werden sollen die Forderungen durch Umschichtungen im Etat. Ein Beispiel sinnloser Subventionen sei der Flughafen Barth. Gerade im Hinblick auf die starke Branche der regenerativen Energien und auf den Tourismus in Mecklenburg-Vorpommern protestierten die Bündnisgrünen gegen die von der schwarz-gelben Bundesregierung beschlossene Laufzeitverlängerung der Kernkraftwerke (die noch während des Wahlkampfs wieder zurückgenommen wurde) und gegen die Castor-Transporte nach Lubmin. Nach Meinung von Bündnis 90/Die Grünen könnte Mecklenburg-Vorpommern bis 2015 als erstes Bundesland seinen gesamten Strombedarf aus regenerativen Energien decken.
Da die beiden Landesvorsitzenden Jürgen Suhr und Silke Gajek sowie Vorstandsmitglied Ulrike Berger nach dem Einzug in den Landtag wegen des Prinzips der Trennung von Amt und Mandat ihre Ämter aufgaben, wählte der Landesverband einen neuen Landesvorstand. Dabei setzten sich Kerstin Felgner und Andreas Katz als neue Doppelspitze durch.
Eines der wichtigsten Anliegen der Landtagsfraktion in den ersten Monaten der Legislaturperiode war ein Stopp des Transports von Asbestschlamm zur landeseigenen Sondermülldeponie Ihlenberg bei Schönberg. Die Fraktion scheiterte zunächst mit einem entsprechenden Antrag am 17. November nach einer heftigen Plenardebatte. Nach Protesten von Anwohnern und Umweltschützern lehnte die Landesregierung anhand eines Rechtsgutachtens wenig später die Annahme des Mülls ab.

### Ausscheiden aus dem Landtag 2016
Bei der Landtagswahl 2016 scheiterte Bündnis 90/Die Grünen mit 4,8 Prozent an der Fünf-Prozent-Hürde und verpasste den Wiedereinzug in den Landtag.

### Wiedereinzug in den Landtag 2021
Bei der Landtagswahl 2021 gelang Bündnis 90/Die Grünen mit 6,3 Prozent der Stimmen der Wiedereinzug in den Landtag. In der 8. Wahlperiode stellen die Grünen fünf Abgeordnete.

## Programmatik

### Umwelt-, Energie- und Verkehrspolitik
Naturgemäß setzen die Bündnisgrünen besonders im Bereich der Umweltpolitik eigene Akzente. Zu Beginn der Umweltbewegung im Nordosten stand das Kernkraftwerk Greifswald, später der Bau des Zwischenlagers Nord zur Aufbewahrung von radioaktivem Abfall im Zentrum der Aktivitäten. Die Grünen sprechen sich gegen das geplante Kohlekraftwerk in Lubmin aus und setzen stattdessen auf die Förderung erneuerbarer Energien. Gerade im Hinblick auf die starke Branche der regenerativen Energien und auf den Tourismus in Mecklenburg-Vorpommern wenden sich die Bündnisgrünen gegen die von der schwarz-gelben Bundesregierung beschlossene Laufzeitverlängerung der Kernkraftwerke und gegen die Castor-Transporte nach Lubmin. Nach Meinung von Bündnis 90/Die Grünen könnte Mecklenburg-Vorpommern bis 2015 als erstes Bundesland seinen gesamten Strombedarf aus regenerativen Energien decken.
Die strikte Ablehnung etlicher Großprojekte wie der Küstenautobahn A 20, der Transrapidstrecke Berlin–Hamburg, des Kohlekraftwerks Rostock oder des Flughafenausbaus Rostock-Laage wegen mangelnder ökologischer und ökonomischer Nachhaltigkeit, stieß in der Bevölkerung, die sich von solchen Investitionen einen wirtschaftlichen Aufschwung und Arbeitsplätze versprach, häufig auf Unverständnis.
Auseinandersetzungen um die Mülldeponie Schönberg führten von Anfang an zu detaillierten Konzepten zur Abfallpolitik. In jüngerer Zeit geriet die Gentechnik in den Mittelpunkt des grünen Programms, exemplarisch geht es dabei um das einzige deutsche Amflora-Anbaugelände in Zepkow.

### Wirtschaftspolitik
Auf dem Gebiet der Wirtschafts- und Arbeitspolitik zeigen sich deutliche Überschneidungen zu anderen Parteien. Schwerpunkte liegen auf einer ökologischen Modernisierung und des öffentlich geförderten Beschäftigungssektors. Die Energiepolitik ist im Programm der Bündnisgrünen ein zentrales Querschnittsthema zwischen Umwelt- und Wirtschaftspolitik. Dem Land und den Kommunen werden als Arbeitgeber und durch die Möglichkeit grüner Beschaffung eine bedeutende Rolle als Förderer ökologischer, wirtschaftlicher und sozialer Nachhaltigkeit zugewiesen.
Als Ansatzpunkte für einen ökologischen Strukturwandel gelten für Mecklenburg-Vorpommern die regenerativen Energien, Energieeffizienz, Gebäudesanierung sowie die ökologische Landwirtschaft. Darüber hinaus sollen Arbeitsplätze durch Investitionen in den Bildungsbereich, in ein sozial gerechtes Gesundheitssystem, in langfristig geförderte sozialversicherungspflichtige Beschäftigung, in den auf eine intakte Natur angewiesenen Tourismus sowie durch den Abbau von Schwarzarbeit geschaffen werden.

### Innen-, Rechts- und Kommunalpolitik
Ein in der Tradition der Bürgerbewegung der DDR stehender Schwerpunkt sind die Bürger- und Menschenrechte. Auf diesem Gebiet sowie auf dem des Verbraucherschutzes haben sich Bündnis 90/Die Grünen im Land einiges Ansehen erarbeitet, stehen aber in enger Konkurrenz zur SPD und zur Linkspartei. Hinzu kommen Themen wie Transparenz in der Stadtverwaltung oder mehr Bürgerbeteiligung. Sehr engagiert stellt sich die Partei gegen den in Mecklenburg-Vorpommern virulenten Rechtsextremismus.
Im Grundsatz unterstützen Bündnis 90/Die Grünen die umstrittene Gebiets- und Verwaltungsreform in Mecklenburg-Vorpommern.

## Parteistruktur
| Jahr | Mitgliederzahlen             |
| ---- | ---------------------------- |
| 1990 | 254                          |
| 1991 | 250                          |
| 1992 | 144 (Grüne) 125 (Bündnis 90) |
| 1993 | 160 (Grüne) 130 (Bündnis 90) |
| 1994 | 382                          |
| 1995 | 375                          |
| 1996 | 359                          |
| 1997 | 403                          |
| 1998 | 415                          |
| 1999 | 350                          |
| 2000 | 311                          |
| 2001 | 253                          |
| 2002 | 259                          |
| 2003 | 263                          |
| 2004 | 277                          |
| 2005 | 288                          |
| 2006 | 302                          |
| 2007 | 305                          |
| 2008 | 307                          |
| 2011 | 550                          |
| 2012 | 560                          |
| 2014 | 580                          |
| 2016 | 645                          |
| 2018 | 665                          |
| 2019 | 792                          |
| 2021 | 1.071                        |
| 2022 | 1.254                        |

### Mitglieder
Mit wenigen hundert Mitgliedern bedeutet jeder Wahlkampf für den Grünen-Landesverband eine enorme Herausforderung. Mit dem geringen Mitgliederstamm, der sich auch noch stark auf die wenigen Städte konzentriert, sind flächendeckende Kampagnen nur schwer zu organisieren. Allerdings entspannt sich die Situation: Hatte der Landesverband im Wahljahr 2002 nur rund 250 und 2006 etwa 300 Mitglieder, so stieg die Zahl im Jahr der Landtagswahl 2011 auf 550. Rostock stellt den mit Abstand größten Kreisverband, dem über ein Drittel der Mitglieder des Landesverbandes angehören. Das Problem der geringen Mitgliederzahl konnte bis 2011 wegen des Fehlens eines professionellen Zentrums um eine Landtagsfraktion kaum kompensiert werden. In den ländlichen Kreisen ist der Landesvorstand häufig gezwungen, Aufgaben der Basis zu übernehmen. Die geringe Mitgliederzahl erschwert auch eine Umsetzung des bündnisgrünen Prinzips der Trennung von Amt und Mandat sowie vielerorts die Kandidatenfindung.
Während der ersten Regierungsperiode der rot-grünen Koalition auf Bundesebene zwischen 1998 und 2002 verlor der Landesverband mehr als 40 % seiner Mitglieder, darunter besonders viele unter 30-Jährige. Seitdem steigt die Mitgliederzahl wieder kontinuierlich an. Heute gibt es unter den Parteimitgliedern gleichermaßen Akteure der Bürgerbewegungen von 1989/90, zugezogene Westdeutsche und jüngere Mitglieder, die erst nach 1990 politisch sozialisiert wurden.
Angesichts der andauernden Abstinenz vom Landesparlament konnten sich lange keine landesweit bekannten Politiker als Zugpferde der Partei profilieren. Der Einzug Harald Terpes in den Bundestag 2005 und erneut 2009 hat Bündnis 90/Die Grünen zumindest ein in den Medien präsentes Gesicht gegeben, nachdem das Land lange auch in der grünen Bundestagsfraktion nicht mehr vertreten war. Der Einzug einer siebenköpfigen Fraktion in den Schweriner Landtag 2011 änderte die bisherige Situation.

### Wähler
Allgemein ist bei Wahlen für die Grünen ein Stadt-Land-Gefälle zu verzeichnen. Dies stellt sich in dem Flächenland mit der geringsten Bevölkerungsdichte als gravierendes Problem für Bündnis 90/Die Grünen dar. Mit der fehlenden Urbanität geht einher, dass nur in Ansätzen ein alternatives Milieu sowie eine größere Schicht eines klassischen Bildungsbürgertums vorhanden sind. Erschwerend kommt hinzu, dass unter den über 300.000 Einwohnern, die das Land seit 1990 verloren hat, überdurchschnittlich viele unter 30-Jährige waren. Gerade in dieser Altersgruppe aber erzielten die Grünen bisher ihre besten Ergebnisse. In Kombination mit den wirtschaftlichen Problemen des Landes, der fehlenden Landtagsfraktion und einer damit einhergehenden geringen Medienpräsenz sieht sich die Partei somit äußerst schwierigen Rahmenbedingungen gegenüber.
Nur in Rostock erreichte Bündnis 90/Die Grünen bei den Kommunalwahlen meist zweistellige Ergebnisse. Ansonsten blieben auch die stärksten Wahlkreisergebnisse in der Regel deutlich unter 10 Prozent, so dass selbst die Universitätsstadt Greifswald und die Landeshauptstadt Schwerin nur bedingt als echte Hochburgen bezeichnet werden können. Insgesamt bestimmen wirtschaftliche Probleme das Land, Umweltthemen spielen dem gegenüber nur eine sehr untergeordnete Rolle. In den strukturschwachen vorpommerschen ländlichen Wahlkreisen (wo die NPD ihre stärksten Ergebnisse erzielt) kamen die Grünen lange nicht über die Rolle einer Splitterpartei hinaus. Bei der Landtagswahl 2011, bei der die Grünen ihren Wähleranteil gegenüber 2006 von 3,6 auf 8,7 Prozent steigern konnten, erzielte die Partei in Rostock III (19,1 %), Rostock IV (16,8 %), Greifswald (15,8 %), Schwerin I (12,6 %) und Stralsund II (10,7 %) zweistellige Ergebnisse. Die Nachwahl im Landtagswahlkreis Rügen I stand unter besonderen Vorzeichen, hier wurde Bündnis 90/Die Grünen mit 24,8 Prozent stärkste Partei. Nur in Uecker-Randow I (3,7 %) und Uecker-Randow II (4,7 %) sowie in Demmin II (4,6 %) blieb die Partei unter fünf Prozent.
Die, selbst bei gleichzeitig stattfindender Bundestagswahl, eher geringe Wahlbeteiligung in Mecklenburg-Vorpommern kommt tendenziell den kleineren Parteien zugute. Dass die Grünen kaum davon profitierten, dürfte mit der stets zweifelhaften Aussicht auf den Einzug in den Landtag zusammenhängen. Die enge Konkurrenz zu SPD und PDS bzw. Linkspartei wirkt sich hier besonders negativ aus. Darauf, dass es eine höhere Zahl potenzieller Grünen-Wähler gibt, die ihre Stimme aus taktischen Gründen an stärkere Parteien vergibt, scheint die Tatsache hinzuweisen, dass das Ergebnis der Grünen bei den am gleichen Tag stattfindenden Bundestagswahlen stets höher war, als bei den Landtagswahlen. Allerdings blieben auch diese Ergebnisse meist deutlich unter fünf Prozent. Von Proteststimmen profitieren die Parteien an den politischen Rändern, insbesondere die Linkspartei und die NPD, nicht aber die Grünen.

### Gliederung
Der Landesverband gliedert sich seit der Kreisgebietsreform 2011 in acht Kreisverbände. Unter der Ebene der Kreisverbände gibt es aufgrund der geringen Mitgliederzahl besonders in den ländlichen Regionen nur vereinzelt Ortsverbände.

### Landesvorstand
| Dauer     | Sprecher bzw. Vorsitzende                                                             |
| --------- | ------------------------------------------------------------------------------------- |
| 1990–1991 | Gudrun Schubert, Michaela Weißhaupt, Detlef-Matthias Kross, Thorsten Wichmann (Grüne) |
| 1993–1994 | Heike Völcker und Heiko Lietz                                                         |
| 1994–1996 | Annelie Katt und Klaus-Dieter Feige                                                   |
| 1996–1998 | Katrin Starke und Klaus-Dieter Feige                                                  |
| 1998–2000 | Maren Klußmann-Fricke (1999 ausgeschieden) und Klaus-Dieter Feige                     |
| 2000–2002 | Jürgen Suhr (Sprecherinnenposition unbesetzt)                                         |
| 2002–2004 | Carmen Lange und Johann-Georg Jaeger                                                  |
| 2004–2006 | Carmen Lange und Jürgen Suhr                                                          |
| 2006–2008 | Ulrike Berger und Jürgen Suhr                                                         |
| 2008–2011 | Silke Gajek und Jürgen Suhr                                                           |
| 2011–2012 | Kerstin Felgner und Andreas Katz                                                      |
| 2012–2016 | Claudia Müller und Andreas Katz                                                       |
| 2016–2018 | Claudia Müller und Johann-Georg Jaeger                                                |
| 2018–2020 | Claudia Schulz und Ulrike Berger                                                      |
| 2020–2022 | Weike Bandlow und Ole Krüger                                                          |
| seit 2022 | Katharina Horn und Ole Krüger                                                         |

Der Landesvorstand führt die Geschäfte des Landesverbandes auf Grundlage der Beschlüsse der Gremien und vertritt Bündnis 90/Die Grünen in Mecklenburg-Vorpommern nach innen und außen. Alle Beratungen des Landesvorstandes sind für die Mitglieder des Landesverbandes grundsätzlich öffentlich.
Die beiden gleichberechtigten Vorsitzenden sind derzeit Katharina Horn und Ole Krüger. Nach dem Einzug in den Landtag 2011 beschloss der Landesverband, die Vorstandsarbeit teilweise zu professionalisieren.

### Landtagsfraktion
| Jahre     | Fraktionsvorsitzender |
| --------- | --------------------- |
| 2011–2016 | Jürgen Suhr           |
| 2021–2024 | Harald Terpe          |
| seit 2024 | Constanze Oehlrich    |

Nach der Landtagswahl 2011 stellte Bündnis 90/Die Grünen in der 6. Wahlperiode erstmals eine Fraktion im Schweriner Landtag. Zum Fraktionsvorsitzenden wurde Jürgen Suhr gewählt. Silke Gajek wurde stellvertretenden Landtagspräsidentin. In den neun ständigen Fachausschüssen waren die Grünen durch jeweils ein Mitglied vertreten. Ulrike Berger war Vorsitzende des Bildungsausschusses.
Bei der Landtagswahl in Mecklenburg-Vorpommern 2016 scheiterten die Grünen an der 5-%-Hürde und waren daher in der 7. Wahlperiode nicht mehr im Parlament vertreten.
Bei der Landtagswahl in Mecklenburg-Vorpommern 2021 gelang den Grünen nach fünf Jahren Abstinenz der Wiedereinzug in den Landtag. In der 8. Wahlperiode sind sie mit fünf Abgeordneten vertreten.

### Haupt- und nebenamtlich besetzte Büros
Ohne eine Landtagsfraktion mit einem entsprechenden Mitarbeiterstab und angesichts der finanziellen Schwierigkeiten des mitgliederarmen Landesverbandes gab es bis 2011 nur wenige haupt- oder nebenberufliche Mitarbeiter von Bündnis 90/Die Grünen in Mecklenburg-Vorpommern. Ab 2005 profitierte die Partei davon, dass ein professionell besetztes Mitarbeiterbüro des Bundestagsabgeordneten Harald Terpe in Rostock zur Verfügung stand. Seit 2009 befindet sich zudem ein Europabüro des Europaabgeordneten Reinhard Bütikofer in Schwerin, da dieser für Mecklenburg-Vorpommern zuständig ist. Von 1996 bis 2002 unterhielt die Bundestagsfraktion ein Büro in Greifswald, das jedoch aus Kostengründen geschlossen wurde.
Die von einem hauptamtlichen Landesgeschäftsführer betreute Landesgeschäftsstelle befindet sich ebenfalls in Schwerin, zwei Regionalbüros existieren in Stralsund und Neubrandenburg. In Rostock gibt es darüber hinaus ein Institut der parteinahen Heinrich-Böll-Stiftung.
Mit dem Einzug in den Schweriner Landtag änderte sich die Situation. Die siebenköpfige Fraktion mit mehreren Mitarbeitern sowie Wahlkreisbüros in Stralsund, Greifswald, Ludwigslust, Neubrandenburg, Rostock und Rostock-Warnemünde bildete nun ein professionelles Zentrum der Parteiarbeit. Unmittelbar nach der Wahl wurde beschlossen, auch die Parteispitze zu professionalisieren.

### Landesdelegiertenkonferenz und Landesdelegiertenrat
Das oberste Beschlussorgan des Landesverbandes ist die Landesdelegiertenkonferenz (LDK), die mindestens einmal im Jahr tagt und den Parteitagen anderer Parteien entspricht. Jeder Kreisverband entsendet ein Siebtel seiner Mitglieder (aufgerundet). Ihre wichtigsten Aufgaben sind die Wahl des Vorstands, der Kandidaten für Bundes- und Landtagswahlen sowie die Beschlussfassung über Satzung, Grundkonsens und Programm des Landesverbandes.
Der Landesdelegiertenrat (LDR) ist der „kleine Parteitag“ des Landesverbandes und oberstes Organ zwischen den Landesdelegiertenkonferenzen. Er setzt sich zusammen aus den Mitgliedern des Landesvorstands und des Länderrats der Bundespartei sowie jeweils ein bis zwei Vertretern der Kreisverbände. Der Landesdelegiertenrat beschließt über die Richtlinien der Politik zwischen den Landesdelegiertenkonferenzen und berät und kontrolliert den Landesvorstand, dessen Beschlüsse er gegebenenfalls aufheben kann.

### Weitere Gremien und Arbeitsgemeinschaften
Der Landesfrauenrat plant und koordiniert die frauenpolitische Arbeit innerhalb des Landesverbandes. Zwischen den Landesdelegiertenkonferenzen beschließt er über die Richtlinien der Frauenpolitik. Er berät den Landesvorstand und befasst sich mit Angelegenheiten, die die Landesdelegiertenkonferenz an ihn delegiert. Der Landesfrauenrat kontrolliert die Einhaltung des Bundesfrauenstatuts auf Landesebene.
Der Landesfinanzrat setzt sich zusammen aus allen Kreisfinanzbeauftragten, dem Landesschatzmeister und dem Basismitglied im Bundesfinanzrat. Er erarbeitet den Finanzbericht und bereitet den Haushaltsentwurf des Landesverbandes vor.
Themenbezogene inhaltliche Arbeit zu aktuellen Themenfeldern der Politik findet in mehreren Landesarbeitsgemeinschaften (LAG) statt. Diese halten auch Kontakt zu externen Fachleuten und Interessengruppen, die sich mit dem jeweiligen Thema beschäftigen. In Mecklenburg-Vorpommern gibt es zurzeit Arbeitsgemeinschaften zu den Themen Bildung, Demokratie, Innen und Recht, Rechtsextremismus, Landwirtschaft, Queer, Verkehr und Siedlungswesen, Migration und Flüchtlinge, Wirtschaft, Kultur sowie Gesundheit und Soziales. Auch die Landesarbeitsgemeinschaften leiden unter der geringen Mitgliederzahl des Landesverbandes.

### Kommunalpolitik
Präsenter als in der Landespolitik ist Bündnis 90/Die Grünen auf kommunaler Ebene. Mit Hans-Joachim Lang in Kassow und Joachim Stein in Malchow stellt Bündnis 90/Die Grünen Bürgermeister in zwei kleineren Gemeinden. In Ludwigslust war Hans-Jürgen Zimmermann von 1990 bis 2009 hauptamtlicher Bürgermeister.
Teilweise gehen Bündnis 90/Die Grünen parteiunabhängige Bündnisse ein, etwa im Forum Kommunalpolitik in der Stralsunder Bürgerschaft. In Rostock trat seit 1994 nur die Wählergruppe Bündnis 90 bei Kommunalwahlen an, die sich aus der bündnisgrünen Partei, dem Neuen Forum und dem Unabhängigen Frauenverband zusammensetzte. Bündnis 90/Die Grünen verzichtete hier zugunsten der Wählergruppe darauf, selbständig anzutreten. Erst zur Kommunalwahl 2009 trat die Partei erstmals eigenständig als Partei an. In Greifswald sorgte 1998 eine erste schwarz-grüne Koalition für landesweites Aufsehen. Seit den Kommunalwahlen 2011 ist die Partei in allen Kreistagen in Fraktionsstärke vertreten.

### Finanzen
Der finanzielle Spielraum der Bündnisgrünen in Mecklenburg-Vorpommern ist bescheiden. So betrugen die Einnahmen im Jahr 1999 nur rund 350.000 DM, von denen 260.000 DM auch noch aus Zuschüssen des Bundesverbandes stammten. Im Jahr 2003 lagen die gesamten Einnahmen bei 240.000 Euro.
Die Wahlkampfkostenerstattung schwankt beträchtlich und betrug 1999 lediglich 29.000 DM, nach den Bundes- und Landtagswahlen 2004 dagegen rund 188.000 Euro. Diese hohe Summe resultiert aus der Praxis der Bundespartei, 70 Prozent der staatlichen Mittel an die Landesverbände weiterzuleiten, während etwa die SPD nur 30 Prozent weitergibt. Mitgliedsbeiträge machen angesichts der personellen Schwäche der Partei nur einen kleinen Teil der Einnahmen aus und erbrachten etwa in den Jahren 2002 bis 2005 nur jeweils etwa 3.000 Euro. Auch Spendeneinnahmen fallen gering aus. So gingen im Wahljahr 2005 16.600 Euro, 2004 sogar nur 7.900 Euro ein. Ein Mandatsträgerbeitrag, für andere Parteien in Mecklenburg-Vorpommern und andere Landesverbände der Bündnisgrünen ein wichtiger Finanzposten, blieb bis 2011 mangels Mandatsträger im Landtag naturgemäß aus. Ein aus staatlichen Mitteln finanzierter Mitarbeiterstab einer Landtagsfraktion, der die Partei entlasten könnte, fehlte dementsprechend ebenso.

### Die Rolle des Landesverbands in der Bundespartei
Entsprechend der geringen Mitgliederzahl und der langjährigen Rolle als außerparlamentarische Opposition ist der Einfluss des Landesverbandes in der Bundespartei eher gering. Lediglich 1993 bis 1994 und 1996 bis 1998 gehörten mit Eberhard Wagner und Klaus-Dieter Feige Bündnisgrüne aus Mecklenburg-Vorpommern dem Bundesvorstand an. Im Parteirat war der Landesverband von 1999 bis 2000 durch Andreas Katz vertreten, seit 2022 von Katharina Horn. Allerdings sind die ostdeutschen Landesverbände durch Sonderquoten und Ausnahmebestimmungen rechnerisch trotzdem überrepräsentiert. Das gilt besonders für die Zahl der Delegierten in der Bundesdelegiertenkonferenz und im Länderrat.

## Kommunalpolitik
In Mecklenburg-Vorpommern stellt Bündnis 90/Die Grünen mit Stefan Fassbinder den Oberbürgermeister der Universitäts- und Hansestadt Greifswald. Er wurde 2015 ins Amt gewählt und ist seither der einzige Oberbürgermeister einer kreisfreien Stadt im Bundesland, der den Grünen angehört.
Darüber hinaus ist Claus Weber seit 2024 Bürgermeister der Gemeinde Carpin im Landkreis Mecklenburgische Seenplatte. Auch Raphael Wardecke, Bürgermeister der Gemeinde Boltenhagen im Landkreis Nordwestmecklenburg, ist Mitglied der Grünen, trat jedoch als unabhängiger Kandidat zur Wahl an.

## Parteinahe Organisationen

### Grüne Jugend und Hochschulgruppen
Die Grüne Jugend Mecklenburg-Vorpommern und die grünen Hochschulgruppen sind vom Landesverband der Partei unabhängig. Sprecher der Grünen Jugend Mecklenburg-Vorpommern sind Henriette Held und Luzie Stroschein.

### Heinrich-Böll-Stiftung
Die Heinrich-Böll-Stiftung, die parteinahe Stiftung von Bündnis 90/Die Grünen, unterhält eine Tagungsstätte in Rostock.